# Радіотелескоп Ребера
Радіотелескоп Ребера — історичний радіотелескоп, розташований в обсерваторії Грін-Банк у Західній Вірджинії. Був побудований у 1937 році в Іллінойсі астрономом Ґроутом Ребером і став першим спеціально побудованим параболічним радіотелескопом. У 1989 році він був визнаний національною історичною пам’яткою.

## Опис та історія
Радіотелескоп Ребера розташований на території обсерваторії Грін-Банк (колишня частина Національної радіоастрономічної обсерваторії) у сільській місцевості округу Покахонтас у Західній Вірджинії. Він містить у своїй основі параболічний відбивач з діаметром 9,58 м і фокусною відстанню 6,1 м, що складається з 72 радіальних брусів, вкритих листовим залізом. Параболічний відбивач встановлений на дугоподібних рейках, розташованих на залізничних колесах, що дозволяє контролювати його кут підйому.
Телескоп був побудований астрономом Ґроутом Ребером на його задньому дворі в Вітоні, штат Іллінойс, у 1937 році. Цим телескопом Ребер продовжив дослідження Карла Янського, який у 1933 році першим відкрив радіохвилі, що виходять з Чумацького Шляху. Це був другий в історії радіотелескоп після дипольної решітки Янського, а також перший параболічний радіотелескоп, який послужив прототипом для перших великих радіотелескопів із дзеркальною антеною, побудованих після Другої світової війни, таких як Грін-Банкський телескоп і Лавеллівський телескоп. На той час Ребер був єдиним у світі радіоастрономом. Створена ним конструкція телескопа та проведені ним дослідження неба допомогли сформувати радіоастрономію як науку та вперше виявити такі радіоджерела, як Кассіопея А та Лебідь А.
Ребер продав телескоп Національному бюро стандартів США, і його перевезли до Стерлінга, штат Вірджинія. Пізніше він став власністю Національної радіоастрономічної обсерваторії і був переміщений до Боулдера, штат Колорадо, а потім переміщений до обсерваторії Грін-Банк.
Він був внесений до Національного реєстру історичних місць у 1972 році та оголошений національною історичною пам'яткою у 1989 році.

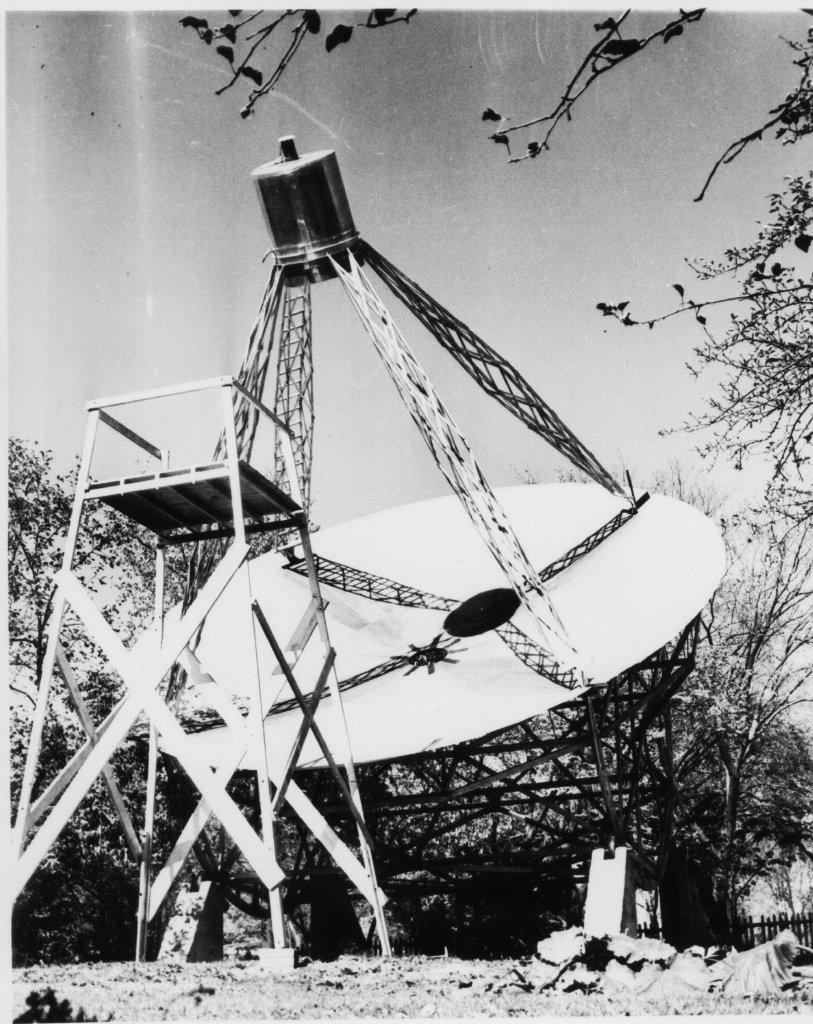
Радіотелескоп на задньому дворі Ребера в Вітоні, штат Іллінойс